# Nannastacus reptans
Nannastacus reptans är en kräftdjursart som beskrevs av William Thomas Calman 1911. Nannastacus reptans ingår i släktet Nannastacus och familjen Nannastacidae. Inga underarter finns listade i Catalogue of Life.